# Донцов, Константин Васильевич
Константин Васильевич Донцов (29 мая 1920 — 14 марта 2007) — советский государственный и политический деятель, председатель Костромского областного исполнительного комитета.

## Биография
Родился в 1920 году. Член ВКП(б) с 1945 года.
С 1940 года — на хозяйственной, общественной и политической работе. В 1940—1985 гг. — старший прораб, главный инженер проектно-монтажной конторы «Росоргтепло», главный инженер Пушкинского промышленного комбината, старший инженер-энергетик Управления автомобильного транспорта, главный механик автобазы, заведующий Сектором профсоюзных и комсомольских органов, заместитель заведующего Отдела партийных органов Магаданского областного комитета КПСС, 1-й секретарь Среднеканского районного комитета КПСС, инструктор Отдела партийных органов ЦК КПСС по промышленности РСФСР, 2-й секретарь Костромского областного комитета КПСС (декабрь 1964 – июнь 1971), председатель Исполнительного комитета Костромского областного Совета
Избирался депутатом Верховного Совета РСФСР 7-го, 8-го, 9-го, 10-го созывов.
На пенсии — с декабря 1984 года. Умер в 2007 году.